# 田野 (臺灣演員)

田野

田野，台灣男演員。台灣中國電視公司基本演員。外型驃悍，眼神銳利。正派反派角色均能飾演。代表作為 《飛俠神刀》、《乾坤三決鬥》。

## 演出作品

### 電視劇
- 《無字天書》
- 《一代霸王》
- 《一代紅顏》
- 《戰國風雲》
- 《大漢天威》

### 電影
- 《大遠景》 (1982)
- 《蓋世奇花》 (1981)
- 《緊迫盯人》 (1980)
- 《古國奇譚》 (1980)
- 《佛祖誕生》 (1980)
- 《神捕》 (1979)
- 《黃埔軍魂》（1978）
- 《強渡關山》 (1978)
- 《筧橋英烈傳》（1977）
- 《大霸尖山》 (1977)
- 《狼牙口》 (1976)
- 《陰陽有情天》 (1976)
- 《梅花》 (1976)
- 《八百壯士》(1976)
- 《老虎崖》 (1975)
- 《英烈千秋》（1974）
- 《惡夜》 (1973)
- 《盲俠鬥白狼》 (1972)
- 《秋瑾》 (1972)
- 《大盜》 (1972)
- 《天門陣》 (1972)
- 《肉跳心驚》 (1972)
- 《狂風沙》 (1972)
- 《獨臂拳王》 (1971)
- 《黑牛與白蛇》 (1970)
- 《高山青》 (1970)
- 《乾坤三決鬥》 (1969)
- 《旋風劍客》 (1969)
- 《劍中之王》 (1969)
- 《女飛俠》 (1969)
- 《王者神劍》 (1969)
- 《武士盟》 (1969)
- 《冬暖》 (1969)
- 《獨行大鏢客》 (1969)
- 《翠屏山》 (1969)
- 《南刀北劍》 (1969)
- 《罪俠》 (1969)
- 《青葉子》 (1968)
- 《過關》 (1968)
- 《黑沙村大決鬥》 (1968)
- 《風塵三劍》 (1968)
- 《江湖客》 (1968)
- 《窗裡窗外》 (1967)

## 軼事
田野曾因誤會與高振鵬發生過爭執，後來是金滔幫忙調解。